# Dálnice A10 (Chorvatsko)
Dálnice A10 je krátká dálnice v Chorvatsku, která spojuje dálnici A1 se státními hranicemi Bosny a Hercegoviny, kde na ni navazuje bosenská dálnice A1. Zprovozněna byla v roce 2013.